# Brooksville (Mississippi)
Pour les articles homonymes, voir Brooksville.
La ville américaine de Brooksville est située dans le comté de Noxubee, dans l’État du Mississippi. Lors du recensement de 2000, sa population s’élevait à 1 182 habitants.

## Source
- (en) Cet article est partiellement ou en totalité issu de l’article de Wikipédia en anglais intitulé « Brooksville, Mississippi » (voir la liste des auteurs).